# GameParadiso
GameParadiso(한국어: 게임파라디소)는 대한민국의 게임 회사로, 2017년 3월 14일부터 밀크초코를 운영하고 있다.
게임파라디소는 2000년 10월, 세계 최초 온라인 축구게임인 강진축구를 출시했다. 당시 100만명이 넘는 회원이 생겼다. 2007년 4월, 서비스를 종료 한 후 2014년 2월에 후속작인 미니일레븐과 플라잉 브라더를 출시하고 2017년 2월에 서비스를 종료했다. 미니 일레븐과 플라잉 브라더를 운영하며 1년 3개월 동안 밀크초코를 제작하고 미니 일레븐, 플라잉 브라더 서비스 종료 후, 3월 14일 밀크초코가 정식 출시됐다. 별다른 마케팅이 없었음에도 불구하고 글로벌 300만 다운로드를 달성, 2017 올해의 인디게임 TOP3에도 들었다.

## 같이 보기
- 강진축구
- 미니일레븐
- 플라잉 브라더
- 밀크초코 (게임)